# Битка на Љубином гробу
Битка на Љубином гробу је сукоб која се десио јуна 1943. године, у склопу Битке на Сутјесци, на планинском превоју Љубин гроб на планини Зеленгори. Карактеристичан је и запамћен по тешким борбама између здружених немачко-италијанско-усташких снага и јединица Народноослободилачке војске и партизанских одреда Југославије.
Пошто су се партизани налазили у окружењу, дијелови 118. њемачке дивизије покушавали су узастопним нападима на Лучке и Врбничке колибе да затворе једини могући пролаз преко Зеленгоре. Тим путем се покушавао извући Врховни штаб НОВ и ПОЈ, колоне рањеника и главнина јединица Главне оперативне групе НОВЈ, из долине ријека Сутјеска и Хрчавка. За одбрану ове коте, одлуком Врховног штаба били су одређени Трећи батаљон Четврте пролетерске црногорске ударне бригаде и Први батаљон Друге пролетерске ударне бригаде.
Нијемци су нападали са линије Струмичко брдо-Трескавац, на десни партизански бок и са линије Видеж-Орловача-Бошчија глава, лијеви бок. Изванредно храбром одбраном Друге чете Трећег батаљона Четврте црногорске бригаде, која је скоро сва изгинула на Љубином гробу, и Прве чете Првог батаљона Друге пролетерске бригаде која је бранила положаје Мала и Велика Кошута, Нијемци су одбијени. Борба се често водила прса у прса и трајала је више часова, што је омогућило другим снагама НОВ и ПОЈ пробијање из непосредног окружења.
У најтежим окршајима браниоци Љубиног гроба, одбијајући све јурише непријатеља, послали су поруку Централном комитету КПЈ и Врховном штабу у којој се каже - До год будете чули на Љубином гробу пуцње наших пушака, Нијемци неће проћи. А кад тога не буде, знајте да на њему више нема живих пролетера. У овим бобама Трећем батаљону Четврте црногорске бригаде садејствовали су Пети батаљон, који је, лијево од њега, на правцу Тисова брда, водио упорну борбу и Други батаљон, који је, десно од њега, на правцу Врбничких колиба пробијао пролаз према Балиновцу.
Упркос великим губицима партизана, резултат сукоба се сматра партизанским успјехом, јер је главнина снага НОВ и ПОЈ, заједно са Врховним штабом и рањеницима, успјела да се извуче из обруча. Повлачење је даље текло према планини Јахорини.
После завршетка рата, борцима са Љубиног гроба је подигнуто спомен обележје које се налази у оквиру меморијалног комплекса „Долина хероја“. Године 1976. редитељ Здравко Велимировић је о овој борби снимио филм „Врхови Зеленгоре“.